# چهل و هفتمین دوره جوایز اسکار
چهل و هفتمین دوره مراسم اعطای جوایز اسکار (انگلیسی: 47th Academy Awards) در روز سه‌شنبه، ۸ آوریل ۱۹۷۵ در دوروتی چندلر پاویون لس آنجلس برگزار شد. در این مراسم بهترین فیلم‌های سال ۱۹۷۴ جهان به انتخاب آکادمی علوم و هنرهای تصاویر متحرک جایزه گرفتند.
سامی دیویس جونیور، باب هوپ، شرلی مک‌لین، فرانک سیناترا مجریان این مراسم بود.

## جوایز
برندگان نخست و در حروف برجسته پررنگ فهرست شده‌اند.
| جایزه اسکار بهترین فیلم | جایزه اسکار بهترین کارگردانی |
| --- | --- |
| - پدرخوانده: قسمت دوم - فرانسیس فورد کوپولا، Gray Frederickson و Fred Roos - محله چینی‌ها - رابرت اوانس - مکالمه - فرانسیس فورد کوپولا - لنی - ماروین وورث - آسمانخراش جهنمی - ایروین آلن | - فرانسیس فورد کوپولا - پدرخوانده: قسمت دوم - جان کاساوتیس - زنی تحت تأثیر - باب فاس - لنی - رومن پولانسکی - محله چینی‌ها - فرانسوا تروفو - روز به جای شب |
| جایزه اسکار بهترین بازیگر نقش اول مرد | جایزه اسکار بهترین بازیگر نقش اول زن |
| - آرت کارنی - هری و تونتو در نقش Harry Coombes - آل پاچینو - پدرخوانده: قسمت دوم در نقش مایکل کورلئونه - آلبرت فینی - قتل در قطار سریع‌السیر شرق در نقش هرکول پوآرو - داستین هافمن - لنی در نقش لنی بروس - جک نیکلسون - محله چینی‌ها در نقش J.J. "Jake" Gittes | - الن برستین - آلیس دیگر اینجا زندگی نمی‌کند در نقش Alice Hyatt - دایان کارول - کلودین در نقش Claudine Price - فی داناوی - محله چینی‌ها در نقش Evelyn Cross Mulwray - ولری پرین - لنی در نقش Honey Bruce - جنا رولندز - زنی تحت تأثیر در نقش Mabel Longhetti |
| جایزه اسکار بهترین بازیگر نقش مکمل مرد | جایزه اسکار بهترین بازیگر نقش مکمل زن |
| - رابرت دنیرو - پدرخوانده: قسمت دوم در نقش Young ویتو کورلئونه - فرد آستر - آسمانخراش جهنمی در نقش Claiborne - جف بریجز - رعد و برق در نقش Lightfoot - مایکل وی. گازو - پدرخوانده: قسمت دوم در نقش Frankie "Five Angels" Pentangeli - لی استراسبرگ - پدرخوانده: قسمت دوم در نقش Hyman Roth                                                                                                   | - اینگرید برگمن - قتل در قطار سریع‌السیر شرق در نقش Greta Ohlsson - والنتینا کورتس - روز به جای شب در نقش Severine - مدلین کان - زین‌های شعله‌ور در نقش Lili von Shtupp - داین لد - آلیس دیگر اینجا زندگی نمی‌کند در نقش Florence "Flo" Castleberry - تالیا شایر - پدرخوانده: قسمت دوم در نقش Constanzia "Connie" Corleone                                                                                           |
| جایزه اسکار بهترین فیلم‌نامه غیراقتباسی | جایزه اسکار بهترین فیلم‌نامه اقتباسی |
| - محله چینی‌ها - رابرت تاون - آلیس دیگر اینجا زندگی نمی‌کند - رابرت گتچل - مکالمه - فرانسیس فورد کوپولا - روز به جای شب - فرانسوا تروفو، سوزان شیفمن و ژان-لوئی ریشار - هری و تونتو - پل مازورسکی و Josh Greenfeld | - پدرخوانده: قسمت دوم - فرانسیس فورد کوپولا و ماریو پوزو - کارآموزی دادی کراویتز - مردکای ریچلر و لایونل چتویند - لنی - Julian Barry - قتل در قطار سریع‌السیر شرق - پل دن - فرانکنشتاین جوان - جین وایلدر و مل بروکس |
| جایزه اسکار بهترین فیلم خارجی‌زبان | |
| - آمارکورد - ایتالیا - Cats' Play - مجارستان - The Deluge - لهستان - لاکومب، لوسین - فرانسه - آتش‌بس - آرژانتین | |
| جایزه اسکار بهترین پویانمایی کوتاه | جایزه اسکار بهترین فیلم کوتاه |
| - Closed Mondays - Lighthouse Productions - ویل وینتون and Bob Gardiner - The Family That Dwelt Apart - هیئت ملی فیلم کانادا - Yvon Mallette and Robert Verrall - گرسنگی - هیئت ملی فیلم کانادا - Peter Foldes و René Jodoin - Voyage to Next - Hubley Studio - John Hubley و Faith Hubley - Winnie the Pooh and Tigger Too! - شرکت والت دیزنی، استودیو سینمایی والت دیزنی - ولفگانگ رایترمن | - One-Eyed Men Are Kings - Paul Claudon, Edmond Sechan - Climb - Dewitt Jones - The Concert - Julian Chagrin and Claude Chagrin - Planet Ocean - George V. Casey - The Violin - Andrew Welsh and George Pastic |
| Best Documentary (Short Subject) | جایزه اسکار بهترین فیلم مستند |
| - Don't - Robin Lehman, Producer - City Out of Wilderness - Exploreatorium - John Muir's High Sierra - Naked Yoga | - قلب‌ها و ذهن‌ها - Antonia: A Portrait of the Woman - The Challenge... A Tribute to Modern Art - The 81st Blow - The Wild and the Brave |
| جایزه اسکار بهترین فیلمبرداری | جایزه اسکار بهترین طراحی صحنه |
| - آسمانخراش جهنمی - جوزف اف. بیروا و فرد کوئینکمپ - محله چینی‌ها - جان ای. آلونزو - زمین‌لرزه - فیلیپ اچ لاتروپ - لنی - بروس سرتیس - قتل در قطار سریع‌السیر شرق - جفری آنسورث | - پدرخوانده: قسمت دوم - دین تاوولاریس، Angelo P. Graham و George R. Nelson - محله چینی‌ها -Richard Sylbert, W. Stewart Campbell, Ruby R. Levitt - زمین‌لرزه - Alexander Golitzen, E. Preston Ames, Frank R. McKelvy - The Island at the Top of the World - Peter Ellenshaw, John B. Mansbridge, Walter H. Tyler, Al Roelofs, Hal Gausman - آسمانخراش جهنمی - William J. Creber, Ward Preston, Raphael Bretton      |
| جایزه اسکار بهترین طراحی لباس | Best Sound |
| - گتسبی بزرگ - تئونی وی. آلدریج - محله چینی‌ها - Anthea Sylbert - Daisy Miller - John Furniss - پدرخوانده: قسمت دوم - Theadora Van Runkle - قتل در قطار سریع‌السیر شرق - Tony Walton | - زمین‌لرزه - Ronald Pierce و Melvin Metcalfe, Sr. - محله چینی‌ها - Charles Grenzbach و Larry Jost - مکالمه - والتر مرچ و Art Rochester - آسمانخراش جهنمی - Theodore Soderberg و Herman Lewis - فرانکنشتاین جوان - Richard Portman و Gene Cantamessa |
| جایزه اسکار بهترین تدوین | جایزه اسکار بهترین ترانه |
| - آسمانخراش جهنمی—هارولد اف. کرس, Carl Kress - زین‌های شعله‌ور—John C. Howard, Danford Greene - محله چینی‌ها—سام اوستین - زمین‌لرزه—دوروتی اسپنسر - محوطه دراز—مایکل لوچانو | - "We May Never Love Like This Again" — آسمانخراش جهنمی • Music and lyrics: ال کاشا و جوئل هرشهورن - "Benji's Theme (I Feel Love)" — Benji • Music: Euel Box • Lyrics: بتی باکس - "Blazing Saddles" — زین‌های شعله‌ور • Music: جان موریس • Lyrics: مل بروکس - "Wherever Love Takes Me" — طلا • Music: المر برنستاین • Lyrics: Don Black - "Little Prince" — شازده کوچولو • Music: فردریک لاو • Lyrics: آلن جی لرنر |
| جایزه اسکار بهترین موسیقی فیلم | جایزه اسکار بهترین موسیقی فیلم |
| - پدرخوانده: قسمت دوم – نینو روتا، کارمینه کوپولا - محله چینی‌ها – جری گلدسمیت - قتل در قطار سریع‌السیر شرق – ریچارد رادنی بنت - Shanks – الکس نورث - آسمانخراش جهنمی – جان ویلیامز | - گتسبی بزرگ – Adaptation Score by نلسون ریدل - شازده کوچولو – Song Score by آلن جی لرنر و فردریک لاو; Adaptation Score by Angela Morley و Douglas Gamley - شبح بهشت – Song Score by پال ویلیامز; Adaptation Score by پال ویلیامز و George Aliceson Tipton |

### جایزه اسکار افتخاری
- ژان رنوآر
- هاوارد هاکس

### جایزه بشردوستانه ژان هرشولت
- Arthur B. Krim

## جستارهای ویژه
- سی و دومین مراسم گلدن گلوب
- 1974 in film
- 17th Grammy Awards
- 26th Primetime Emmy Awards
- 27th Primetime Emmy Awards
- بیست و هشتمین دوره جوایز بفتا
- 29th Tony Awards